# Saint-Germain-de-Belvès
För andra betydelser, se Saint-Germain.
Saint-Germain-de-Belvès är en kommun i departementet Dordogne i regionen Nouvelle-Aquitaine i sydvästra Frankrike. Kommunen ligger i kantonen Belvès som tillhör arrondissementet Sarlat-la-Canéda. År 2022 hade Saint-Germain-de-Belvès 176 invånare.

## Befolkningsutveckling
Antalet invånare i kommunen Saint-Germain-de-Belvès
Referens:INSEE